# Kościół Wniebowzięcia Najświętszej Maryi Panny w Jankowicach Wielkich
Kościół Wniebowzięcia Najświętszej Maryi Panny – rzymskokatolicki kościół filialny w miejscowości Jankowice Wielkie (powiat brzeski, województwo opolskie). Świątynia należy do parafii św. Michała Archanioła w Wierzbniku w dekanacie Grodków, diecezji opolskiej. Dnia 4 maja 1966 roku pod numerem 989/65 kościół został wpisany do rejestru zabytków województwa opolskiego.

## Historia kościoła
Gotycka świątynia w Jankowicach Wielkich pochodzi z początku XIV wieku. Pierwsza jednak wzmianka o kościele pochodzi z 1483 roku. W latach 1535–1945 był świątynią ewangelicką. W 1945 roku, po zakończeniu II wojny światowej przeszła w ręce katolików.
Świątynia, obok kościoła św. Mikołaja w Brzegu i kościołów w Brzezinie, Zielęcicach, Małujowicach, Łukowicach Brzeskich, Bierzowie, Przylesiu, Obórkach, Krzyżowicach, Pogorzeli, Gierszowicach, Łosiowie, Strzelnikach i Kruszynie, znajduje się na „Szlaku Polichromii Brzeskich”. Szlak Polichromii Brzeskich to największe skupisko malowideł w Polsce, które zdobią ściany, stropy i sklepienia kościołów w 18 miejscowościach położonych w okolicach Brzegu. Ich twórcą był malarz nieznanego pochodzenia zwany Mistrzem Brzeskich Pokłonów Trzech Króli.

## Architektura i wnętrze kościoła
Wschodnią ścianę prezbiterium zdobią renesansowe płyty nagrobne. Ołtarz główny pochodzi z przełomu XVII/XVIII wieku, którego zdobią figury aniołów. Ponadto wnętrze kościoła upiększają:
- ambona z płaskorzeźbami św. Marka, św. Mateusza, św. Łukasza i św. Jana,
- barokowa chrzcielnica,
- rzeźby św. Jana Chrzciciela i Mojżesza.